# مناورة كريدي
مناورة كريدي هي طريقة تستخدم لتفريغ البول من المثانة في شخص لا يستطيع فعل ذلك دون مساعدة، بسبب المرض. يتم تنفيذ مناورة كريدي عن طريق الضغط اليدوي على البطن في منطقة المثانة، أسفل السرة بقليل. يستطيع المرضى تعلم كيفية عمل المناورة بأنفسهم لأنها سهلة التنفيذ.